# Université Roi-Fayçal de N'Djaména
Pour les articles homonymes, voir URF.
L'université Roi-Fayçal de N'Djamena est une université située à N'Djamena, au Tchad. Elle est connue localement sous le nom d'université Roi-Fayçal. L'université a été créée en 1992. Elle est accréditée par le ministère de l'Enseignement supérieur, de la Recherche scientifique et de la Formation professionnelle, Tchad. Comprend un Complexe scolaire et  Arts et 'sciences humaines, Économie, Droit, Pédagogie et Sciences économiques et sociales, Gestion et management, Ingénierie, Ingénierie informatique, Langues et études culturelles , Arabe Médecine et santé Sciences de la santé, Sciences et technologies et Technologies de l'information.

## Localisation
Située dans le quartier Amriguebé, dans le 5e arrondissement de N'Djaména, la capitale.